# Rhodes Fairbridge
Rhodes Whitmore Fairbridge (21 de mayo de 1914 – 8 de noviembre de 2006) fue un geólogo y experto en cambio climático australiano.
Era aborigen de Pinjarra, Australia Occidental, y se graduó en la Universidad de Queen, Ontario, y su M.Sc. en Oxford. En 1941, logró un doctorado en geología de la Universidad de Australia Occidental.
Desde 1955, fue docente en la Universidad de Columbia hasta su retiro en 1982. Mientras allí, fue editor supervisor de la Encyclopedia of Earth Sciences. A principios de los 1960s, desarrolló la llamada curva de Fairbridge, un registro de cambios en el nivel del mar en los últimos diez milenios.
Fairbridge falleció en Amagansett, Nueva York de un tumor cerebral.